# Parafia Matki Bożej Królowej Polski w Śmiechowie
Parafia pw. Matki Bożej Królowej Polski w Śmiechowie – parafia należąca do dekanatu Mielno, diecezji koszalińsko-kołobrzeskiej, metropolii szczecińsko-kamieńskiej. Została utworzona w 1976 roku.  

## Miejsca święte

### Kościół parafialny
Kościół pw. Matki Bożej Królowej Polski w Śmiechowie
Zasugerowano, aby ta sekcja została przeniesiona do artykułu. (dyskusja)
Kościół parafialny został zbudowany na przełomie XIII i XIV wieku, poświęcony  6 listopada 1946 roku. Kościół był dwukrotnie przebudowywany (niektóre źródła podają nawet, że trzykrotnie). Jest to obiekt orientowany (postawiony zgodnie ze stronami świata, czyli prezbiterium jest zwrócone w kierunku wschodnim), wieżowy, otoczony kolistym planem cmentarza. Kościółek ulokowany został na niewielkim wzniesieniu w zachodniej części miejscowości. Zbudowany jest w stylu gotycko-romańskim z użyciem kamienia oraz cegły. W XV wieku dobudowano do niego wieżę. Wewnątrz jest polichromowany strop z 1691 roku. Obiekt zapisany w rejestrze obiektów zabytkowych - nr rej. 75 z 23.05.1955 r.
Kościół jest obowiązkowym elementem do zaliczenia, aby uzyskać odznakę krajoznawczą PTTK Szlakiem kościołów gotyckich powiatu koszalińskiego i kołobrzeskiego.

### Kościoły filialne i kaplice
- Kaplica w ośrodku Betania w Gąskach
- Kaplica w ośrodku Pleśna Park w Pleśnej
- Punkt odprawiania Mszy św. Gąskach
- Punkt odprawiania Mszy św. w Pleśnej
- Punkt odprawiania Mszy św. w Tymieniu

### Cmentarz
Cmentarz przykościelny, historycznie związany z XIII- wieczną świątynią, obecnie pozbawiony nawet poniemieckich elementów. Wyjątek stanowi obelisk ku czci ofiar z I wojny światowej, na którym ustawiono współczesną figurkę Matki Boskiej. Cmentarz funkcjonuje nadal jako parafialny. Wejście na teren cmentarza przechodzi przez historyczną bramę. Dookoła posadzono jesiony, które liczą już około 120 lat.